# Lander Aperribai
Lander Aperribay Aranda es un ciclista español nacido el 15 de junio de 1982 en la localidad de San Sebastián (España).

## Ciclista aficionado
Como ciclista aficionado corrió entre otros equipos en el Ulma-Cegasa de Oñate los años 2001 hasta 2003 y en el equipo Serbitzu que luego sería llamado Bidelan los años 2004 hasta 2006, logró entre otras cosas ser subcampeón élite del País Vasco en el año 2005, ganó una etapa de la Vuelta al Goyerri en el año 2004 y participó tanto en los campeonatos de España de Ruta, como en las clásicas París-Tours y Giro de Lombardía para ciclistas élite y sub-23. En el campo aficionado se destacó como un buen escalador y notable rodador.

## Ciclista profesional
Debutó como ciclista profesional en la Challenge a Mallorca el 12 de febrero de 2007, en el Trofeo "Cala Millor".

## Palmarés
No consiguió ninguna victoria como ciclista profesional.

## Resultados en Grandes Vueltas y Campeonato del Mundo
Durante su carrera deportiva ha conseguido los siguientes puestos en las Grandes Vueltas y en los Campeonatos del Mundo en carretera:
| Carrera         | 2007 | 2008 |
| --------------- | ---- | ---- |
| Giro de Italia  | -    | Ab.  |
| Tour de Francia | -    | -    |
| Vuelta a España | -    | -    |
| Mundial en Ruta | -    | -    |

-: No participa

Ab.: Abandono

## Equipos
- Euskaltel-Euskadi (2007-2008)